# Halban (Syria)
Halban (arab. حلبان) – wieś w Syrii, w muhafazie Hama. W 2004 roku liczyła 653 mieszkańców.